# ديريك رولاند
ديريك رولاند (بالإنجليزية: Derrick Rowland)‏ مواليد 21 يونيو 1959 في نيويورك، هو مدرب كرة سلة أمريكي ولاعب سابق. بدأ مسيرته الاحترافية في سنة 1986. تم اختياره من قبل فريق دنفر ناغتس خلال الدرافت. حمل الرقم 12. يبلغ طوله 6 قدم 5 بوصة (2.0 م). اعتزل اللعب في 1986.

## إحصائيات المسيرة

### الموسم الاعتيادي
| السنة                                        | الفريق       | لعب | بدأ | دقيقة | ميداني% | ثلاثية | حرة  | ارتداد | صنع | استلاب | تصدي | نقطة |
| -------------------------------------------- | ------------ | --- | --- | ----- | ------- | ------ | ---- | ------ | --- | ------ | ---- | ---- |
| الدوري الأمريكي لكرة السلة للمحترفين 1985–86 | ميلووكي باكز | 2   | 0   | 4.5   | .333    | .000   | .500 | 0.5    | 0.5 | 0.0    | 0.0  | 1.5  |
| المسيرة                                      |              | 2   | 0   | 4.5   | .333    | .000   | .500 | 0.5    | 0.5 | 0.0    | 0.0  | 1.5  |

## روابط خارجية
- ديريك رولاند على موقع إن بي أي (الإنجليزية)
- ديريك رولاند على موقع سبورتس رفرنس (الإنجليزية)
- ديريك رولاند على موقع ريلجم (الإنجليزية)
- ديريك رولاند على موقع بروبوليرز (الإنجليزية)